# Druzi
Druzii (arabă: درزي, durzī, plural دروز, durūz) sunt membrii unui group etno-religios arabofon din Asia Anterioară, al cărui cult s-a desprins în secolul al XI-lea din ramura ismailită a islamului șiit. Ei se autointitulează „unitarieni” (muwahhidun) sau Banu Maaruf - „fiii Grației” (divine) sau „cei drepți” (بـنـو مـعـروف).

## Începuturile istoriei druzilor
Religia druză a început în Egipt, în timpul domniei lui al-Hakim bi-Amr Allah (996-1021), calif al dinastiei fatimide ismailite, care a contribuit la răspândirea doctrinei dinastiei printr-un sistem bine organizat de propovăduire religioasă, numit da'wa(arabă: دعوة) - misiune, propagandă. 
Al-Hakim, renumit pentru excentrismul său și-a asumat titlul de imam ismailit cât și pe cel de însuși Dumnezeu. Astfel, s-a produs o schismă în rândurile ismailiților, grupul susținătorilor divinității lui al-Hakim formând în anul 1017 o nouă religie sub conducerea lui Muhammad Ibn Ismail ad-Darazi, cel de la care și-a luat numele această comunitate.
Darazi, un apropiat al califului al-Hakim, este unul dintre cei mai vechi și mai activi propovăduitori ai religiei druzilor. Obligat să părăsească Egiptul, ca urmare a militantismului pe care l-a dovedit, Darazi și-a răspândit ideologia în ținuturile muntoase din Siria și Liban. Darazi a intrat în conflict cu persanul al-Hamza Ibn Ali, purtătorul de cuvânt al lui al-Hakim și care era, de fapt, adevăratul creator al sistemului religios al druzilor. Încercând să-și înlăture rivalul, Darazi a căzut în luptă sau, poate a fost condamnat la moarte și executat prin anul 1018. Druzii au păstrat de la Darazi numele, însă preferă să se numească „unitarieni” (').

## Primii conducători
Califul fatimid al-Hakim (996-1020), cunoscut prin fanatismul său anticreștin,  a încurajat activitățile misionarilor druzi, protejându-i și aprobându-le epistolele. Dispariția sa a fost învăluită de mister, iar adepții săi au refuzat să creadă că ar fi murit  De la această dată, comunitatea druzilor s-a închistat înăuntrul ei. Această atitudine de taină și izolare absolută a fost păstrată până în zilele noastre, respingând prozelitismul.
Hamza Ibn Ali, al doilea conducător al druzilor, a ajuns la Cairo în decembrie 1016, iar în luna mai 1017, califul al-Hakim i-a încredințat titlul de imam și libertatea de a predica doctrina druză. Adeptii săi s-au numit muwahhidun -„unitarieni” – adoratorii unui singur Dumnezeu, revelat în persoana califului imam, al-Hakim. Hamza a redactat un canon scriptural pentru noua religie : șase cărți de scrisori denumite „Nobila înțelepciune”(al-hikma aš-šarifa). Șaria a fost abrogată, aceasta însemnând, printre altele, anularea celor „Cinci Stâlpi ai Islamului”, interzicerea poligamiei și descurajarea divorțului. În schimb, druzii au fost obligați să îndeplinească șapte îndatoriri : credința în divinitatea lui al-Hakim, respingerea diavolului și a credințelor non-druze, supunerea față de Dumnezeu, buna credință și solidaritatea față de comunitatea druză.
În anul dispariției lui al-Hakim, Hamza s-a retras și a delegat afacerile comunității unui al treilea conducător, Baha' ad-Din as-Samuqi. Baha' ad-Din a continuat propovăduirea publică cu acordul lui Hamza, care se retrase într-un loc cunoscut doar de Baha' ad-Din și de alți misionari. El a scris epistole și a trimis misionari ca să întărească credința și să asigure continuitatea spiritualității ei specifice. Baha' ad-Din și-a continuat activitatea până la momentul „închistării” religiei druze, în anul 1043: din acel an și până în prezent nu a mai pătruns niciun străin în cadrul colectivitătii druze. Tot în același an, Hamza, Baha' ad-Din și alți conducători au părăsit Egiptul. Druzii cred că aceste figuri marcante se vor întoarce în Ziua Judecății de Apoi.
La sfârșitul perioadei de răspândire a mișcării druze, figuri de ideologi de seamă ca Abdallah al Tanuhi zis Al Said al Amir din secolul al XVI-lea și dinastia Ma'ni (1507-1697) au asigurat conducerea maselor druze și au protejat continuitatea reformelor religioase instituite de Hamza Ibn Ali. Din familia Ma'ni a făcut parte și emirul Fakhr ad-Din al Doilea al-Ma'ni (1590-1635), considerat de unii istorici fondator al primei entități statale arabe libaneze.

## Istoria recentă
Secolul al XVIII–lea a marcat începutul migrațiilor druze din zona Munților Libanului, unde era concentrată majoritatea populației, către Munții Ḫawrān din Siria. Migrația a fost cauzată de luptele interne dintre druzii „qaisiți” si druzi „iemeniți”. Ulterior a apărut o rivalitate dintre două clanuri ale druzilor : familia Arsalān și familia Junblāt. Rivalitatea lor s-a păstrat până în prezent.

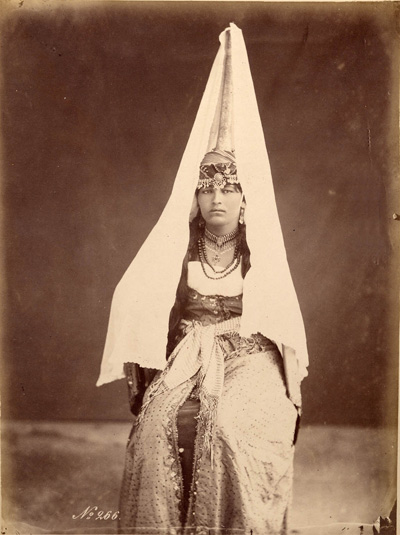
Femeie druză, Liban, 1870

Secolul al XIX-lea a fost marcat de o serie de conflicte armate între druzi și creștinii maroniți din Liban. S-a încercat o separare a teritoriilor celor două populații : zona de la Nord de Beirut până în Siria, a fost declarată sectorul maroniților; iar zona de Sud a Libanului a fost rezervată druzilor, sub conducerea unui emir din familia Arsalān. Experimentul nu a avut succes pentru că ambele populații erau reprezentate pe tot cuprinsul țării, dar și datorită neînțelegerilor dintre guvernatorii celor doua regiuni respective. După intervenția puterilor europene, în zonele de conflict, creștinii au fost avantajați, iar puterea și numărul druzilor din Liban s-a redus.
La sfârșitul Primului Război Mondial, după destrămarea Imperiului Otoman,  Libanul și Siria au fost trecute sub mandat francez. Facțiunile druze au ajutat la preluarea de către Siria a controlului asupra muntelui Ḫawrānī și au câștigat în schimb autonomia în această zonă.

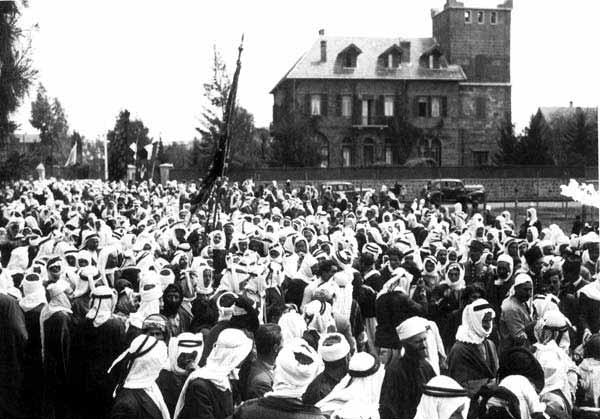
Luptători druzi înainte de răscoala din 1925

La 21 iulie 1925, a izbucnit un conflict armat între druzi, care erau conduși de Sulṭān al-Aṯrash, și armata franceză. Francezii au reușit să reprime revolta la începutul anului 1927, iar al-Aṯrash a fost nevoit să se refugieze în Transiordania. Eșecul revoltei sale a dus la pierderea vieților câtorva mii de druzi. Astfel, autonomia regiunii Djabal ad-Durūz  „Muntele Druzilor” a fost anulată treptat. 
Cu timpul, în Liban, populația druză de pe Muntele Libanului s-a micșorat, până ce regiunea a încetat să mai fie considerată patria acestei comunități.
Azi, populația druză se reduce la 6 % din totalul populației libaneze,. Pe întregul mapamond trăiesc aproximativ un milion de druzi - în zonele muntoase și rurale din sudul Siriei, ale Libanului și din nordul Israelului.
Comunități mici sunt concentrate în diaspora din: Australia, Canada, Europa inclusiv Germania și Suedia, emiratele din Golful Persic sau Arab, Filipine, America de Sud, mai ales Venezuela și Columbia,  vestul Africii și SUA.

## Localizarea în prezent

### Liban
Druzii au jucat un rol insemnat in formarea statului libanez și deși sunt o minoritate participarea lor la viața politică a Libanului a fost foarte activă. 
În prezent druzii din Liban sunt în număr de circa 300.000 - 400.000 - circa 5% din populația Libanului 
, 30-40% din totalul druzilor și locuiesc în 136 localități mai ales în zone rurale și muntoase la est si sud de Beirut:în munții din regiunea Shuf, (unde sunt un sfert din populație) în Bekaa de vest cu zona Rashaya  (unde druzii reprezintă 58% din populație), zona Aley (unde druzii sunt 53% din locuitori) Districtul Matn (unde sunt un sfert din populație) și în unele zone de coasta maritimă - Khalde și Shueifat, de asemenea în zona Hasbaya din sud-estul Libanului (unde 32% din populație sunt druzi).   
Influența politică a fost din nou mai însemnată în cursul ultimului Războiul Civil Libanez din 1975-1990 când principalul lor partid Partidul Socialist Progresist libanez a fost condus de Kamal Jumblat a făcut parte din așa numita coaliție islamo-progresistă care a sprijinit naționalismul panarab și cauza palestiniană și s-a opus Frontului Libanez alcătuit mai ales din partide ale creștinilor libanezi. După asasinarea lui Kamal Jumblat la 16 martie 1977, partidul se află sub conducerea fiului acestuia, Walid Jumblat. Partidul Socialist Progresist este afiliat la Internaționala Socialistă și include și membri ai unor altor etnii și culte din Liban și se declară anticonfesional.  
În august 2001 vizita patriarhului maronit al Antiohiei,Nasrallah Boutros Sfier la Mukhtara, fieful familiei Jumblat, a marcat reconcilierea dintre druzi și creștini, care a cimentat în 2005 participarea la Revoluția Cedrilor care a dus la retragerea forțelor siriene din Liban. Walid Jumblat a acuzat regimul Bashar al-Assad din Damasc de asasinarea tatălui sau.
Druzii mai au un partid politic mai mic, Partidul democrat Libanez condus de emirul Talal Arslan, fiul eroului național emirul Majid Arslan.

### Siria
În Siria majoritatea celor circa 700.000 druzi trăiesc în Jebel Al-Druz (Muntele Druzilor) sau Jebel Hauran, un masiv muntos în sud-vestul țării, cuprinzând provincia Sueida cu 120 sate, unde circa 90% din populație este  druză. 
Alte comunități druze trăiesc în suburbia Jaramana a Damascului și pe povârnișurile din sud-estul Munților Hermon. O comunitate druză însemnată a locuit pe Platoul Golan, dar în urma ocupării acestuia de către Israel în Războiul de Șase Zile din iunie 1967 membrii ei s-au deplasat în alte regiuni ale Siriei. O parte a rămas în zona ocupată de Israel pe Înălțimile Golan, iar un număr au rămas în Guvernoratul Quneitra care a reintrat în posesiune siriană după Războiul de Yom Kipur. Mai trăiesc colectivități druze în unele zone din nord-vestul Siriei, în Munții Harim din Governoratul Idlib.
Deși numărul druzilor din Siria era mic (în 1949 au ajuns la 100,000 sau 3% din populația țării), populația druză din munții din sud-vestul Siriei a jucat un rol însemnat și în lupta naționalistă siriană împotriva Mandatului francez.  
Sub conducerea lui Sultan Pașa Al Atrash, druzii au reprezentat o parte substanțială din forta militară a Marii Revolte Siriene contra francezilor in 1925-1927. 
În 1945 Amir Hassan al Atrash, conducătorul druzilor din Jebel al Druz, a condus o răscoală reușită împotriva francezilor, transformând Jabal al-Druz în prima regiune care s-a eliberat de francezi singură, fără intervenția Marii Britanii.
Druzii se așteptau ca fruntașii Siriei independente sa le răsplatească sacrificiile făcute pe câmpul de luptă. Ei, care au împiedicat în trecut planurile franceze de divizare a Siriei în patru ministate, au cerut continuarea administrației autonome și a unor numeroase privilegii politice de care au beneficiat în timpul dominației franceze. 
Când o gazetă locală din 1945 a raportat că președintele Shukri al-Quwatli (1943-1949) i-a chemat pe druzi „o minoritate primejdioasă”, Sultan Al Atrash i-a cerut președintelui să-și retragă în public cuvintele. În caz că nu o va face el a declarat că druzii vor deveni cu adevărat primejdioși și o forță de 4.000 dintre ei vor ocupa Damascul. Președintele a ținut seama de puterea druzilor până ce în 1948 în cursul Războiului pentru Palestina s-a pus pe picioare o armata siriană.
În decembrie 1949-februarie 1954 Siria a fost condusă de președintele Adib Shishakli și partidul său, Mișcarea de Eliberare Arabă cu orientare panarabă și socializantă. Shishakli a adoptat o politica ostilă față de druzi, considerându-i cel mai mare pericol pentru regimul sau. El obișnuia să spună:„Dușmanii mei sunt ca un șarpe: capul lui este Jebel Al-Druz, stomacul sau este Homs, iar coada Aleppo.
”. 10,000 soldați sirieni au fost trimiși de el pentru a pacifica regiunea druză. Mai multe localități druze au fost greu bombardate provocând daune mari în vieți și case. Shishakli a încurajat triburile beduine vecine să organizeze atacuri si jafuri împotriva druzilor.I-a acuzat pe druzi de trădare, uneori i-a acuzat că slujesc politica Angliei și a regilor din Dinastia Hașemită, iar alteori că ar fi aliați ai Israelului. Oamenii săi au înscenat pe Muntele Druzilor descoperirea unui așa zis ascunziș de arme israeliene. De asemenea a ațâțat împotriva religiei druze, publicând texte religioase false atribuite druzilor și mărturii false despre predicile șeicilor druzi. Aceasta propagandă era difuzată în întreaga lume arabă și mai ales în Egipt.
Shishakli a dus o politică de integrare a minorităților în structura socială siriană, mai ales „sirianizarea” forțată a alawiților și a druzilor.
Mai tarziu, după ce a fost răsturnat de la putere,   Shishakli a fost asasinat la 27 septembrie 1962 în Brazilia de către un druz care a vrut să răzbune victimele represiunii violente din Jebel Druz.
După campania militară organizată de Shishakli druzii și-au pierdut în mare parte influența politică în Siria. Totuși, mulți ofițeri druzi au ocupat poziții importante în administrația partidului Baas care a luat puterea în Siria.
În Războiul de Șase zile din iunie 1967 o mică comunitate druză în Înălțimile Golan - circa 23.000 persoane - a ajuns sub dominație israeliană. Majoritatea a păstrat multă vreme loialitate Siriei și nu a acceptat cetățenia israeliană. 
Prin 2010 se estima că trăiau în Siria circa 700.000 druzi, constituind circa 3% din populația republicii.
Dintre aceștia circa 337.500 locuiau în guvernoratul Suawyda, unde reprezentau 90% dintre locuitori, alături de o minoritate creștină importantă.
Regiunea aceasta număra 48.2% din întreaga populație druză a țării. În plus, circa 250.000 druzi - 35.7% dintre druzii sirieni, locuia la Damasc și in ariile limitrofe - inclusiv la Jaramana, Sahnaya și Jdeidat Artuz. 
circa 30,000 druzi trăiau în partea de est a Muntelui Hermon iar circa 25.000 druzi trăiau la Jabal al-Summaq în governoratul Idlib.  51]

## Doctrina
Druzii au adoptat, în linii mari, calea propovăduirii adoptată de ismailiți, în special de fatimizii ismailiți. Dogmatica druză se rezumă la „cunoașterea lui Dumnezeu, Domnul nostru, mawlana”, adică al-Hakim. Druzii consideră că sunt singurii care predică „unitatea divină” (tawhid), în toată rigoarea ei, de aici și-au luat numele de „unitarieni” muwahhidun 
„Mesagerii” druzi erau împărțiți în trei categorii : da'i (cu pluralul du'at) - „misionari”; ma'zun - „autorizați”; și naqib - „supraveghetori”. Acești „mesageri” alcătuiau o clasă specială față de care se cerea o supunere deplină. Acest tip de organizare foarte bine structurat nu a funcționat decât în vremea expansiunii religiei druzilor.
În etica druză se întâlnește din nou folosirea numărului șapte, preluat de la ismailiți, astfel, cei Cinci Stâlpi ai Islamului au devenit șapte. Prin adăugarea războiul sfânt și a supunerii față de autoritatea divinității lui al-Hakim. Cele șapte îndatoriri pe care trebuie să le îndeplinească un druz sunt:
1.	„Cinstea” trebuie să fie absolută și nelimitată între adepții unitarismului druz. Una dintre cărțile lor religioase îi scutește de la îndeplinirea aceste îndatoriri față de cei ce nu sunt druzi. În acest caz, cinstea se reduce la o simplă datorie de politețe, dar nu atrage nici o obligație morală față de non-druzi.
2.	„Ajutorul reciproc” pe care druzii trebuie să și-l acorde în detrimentul și împotriva tuturor. 
3, 4, 5. - „Recunoașterea religiei lui al-Hakim”, „susținerea unității” și „renunțarea la orice alt cult”. Doctrina unitară druză trebuie să fie îmbrățișată în interior, să se adere la ea cu mintea și cu inima. 
6, 7. - Obligă la „a fi mulțumit cu operele Domnului nostru” și „supus față de voile Lui” 
Învățăturile actuale ale druzilor îi autorizează să-și ascundă religia – așa cum recomandă teoria taqiyya. Azi, druzii sunt împărțiți în două mari categorii: „duhovniceștii” (ruhani) și „trupeștii” (djismanīi). În prima categorie sunt cuprinși cei inițiați, care veghează asupra păstrării secretului religios. În cea de-a doua categorie sunt cuprinși marea majoritate a druzilor, neinițiații: mai întâi emirii, apoi djuhhal (sg. djahil) „ignoranții”.

## Druzii în Israel
Druzii constituie una din principalele comunități religioase sau etno-religioase din Israel, locuind în nordul țării, în 19 localități, situate, după tradiția druză, în locuri muntoase.
În Israel locuiau în anul 2017 141.000 druzi, 1,6 % din populația statului, dintre care 120.000 cetățeni israelieni,  restul reprezentând majoritatea druzilor din Înălțimile Golan, care multă vreme nu au acceptat cetățenia israeliană, păstrând-o pe cea siriană
În anul 1957, la cererea liderilor druzilor, guvernul israelian i-a recunoscut pe druzi ca grup comunitar etnic distinct. 
Druzii au acceptat să li se aplice serviciul militar obligatoriu și servesc in armata israeliană. 30% din bărbații druzi lucrează în armată, poliție, serviciile de securitate și serviciile penitenciare. 80 % din recruții druzi servesc în unitățile combatante, față de 50 % din recruții evrei. În prezent 70% din bărbații druzi și 35% din femeile druze sunt încadrați în muncă. 6,3 %  din druzi posedă titluri academice. Natalitatea la druzi a scăzut de la 7,9 copii pe cap de femeie în anul 1964 la 2.2 în 2017.